# 三苯基二氯化膦
三苯基二氯化膦是一种有机膦化合物，化学式为Ph3PCl2，广泛用于有机合成，如将醇或醚转化为烃基氯化物，将环氧化物分裂为邻二氯化物，将羧酸转化为酰氯。

## 结构

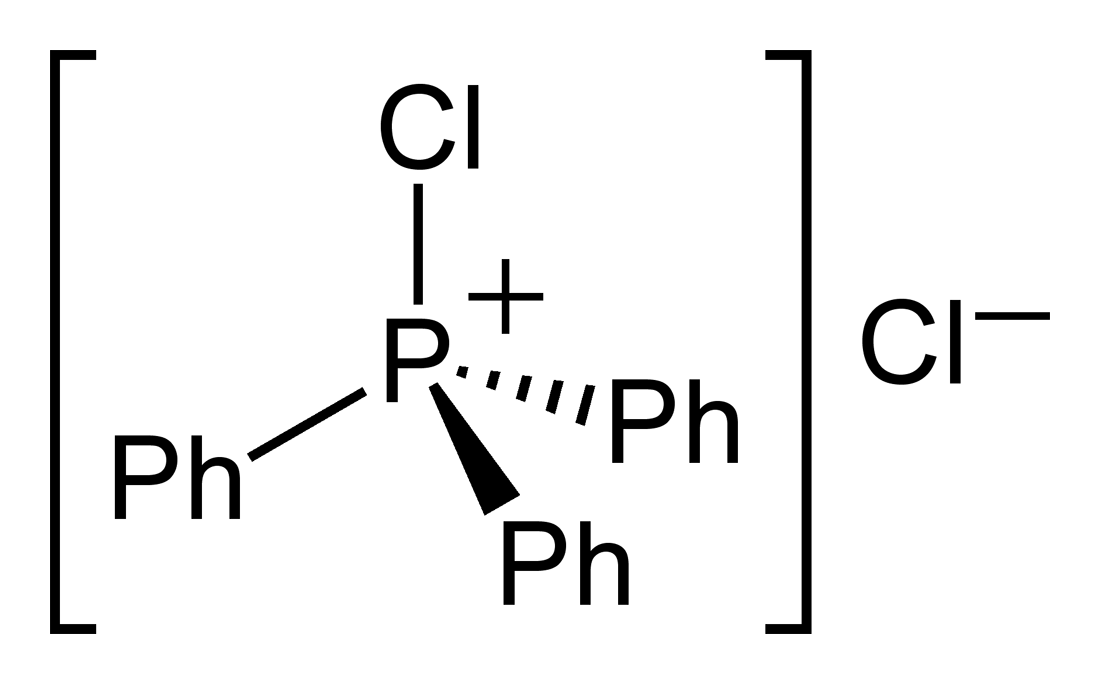
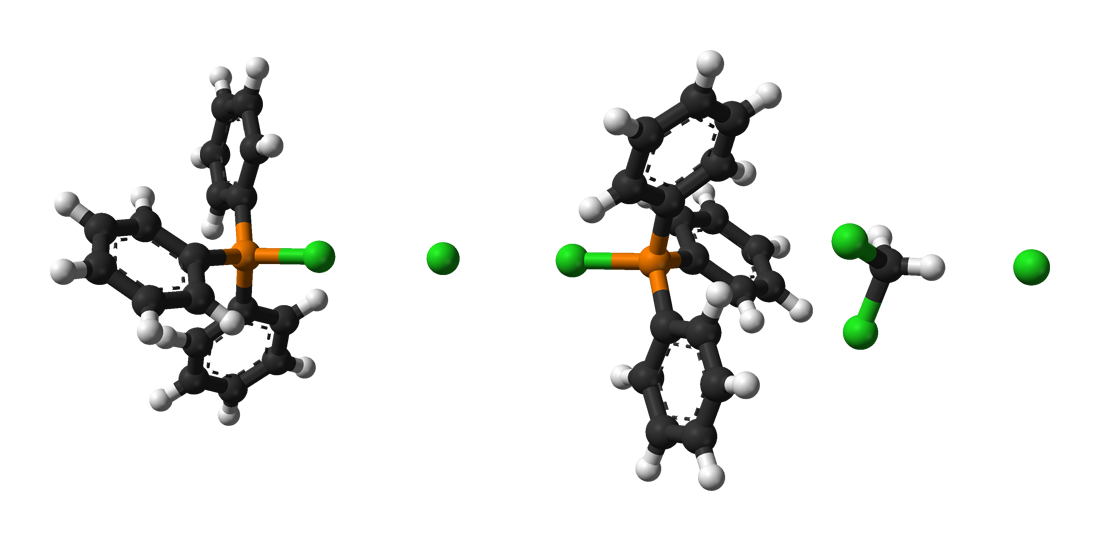
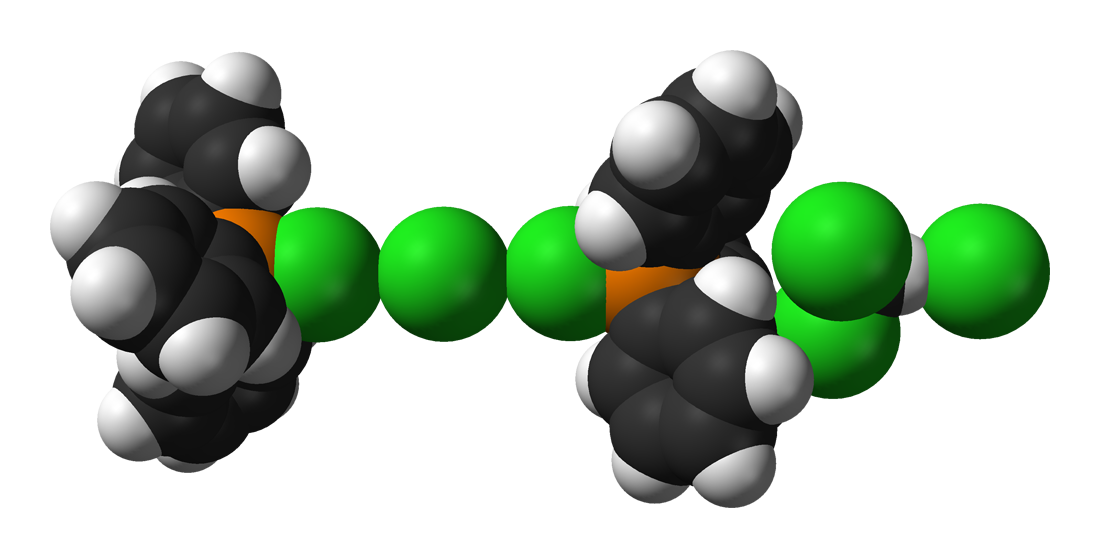

在乙腈等极性溶剂中，Ph3PCl2以鏻盐 [Ph3PCl+]Cl−形式存在，而在乙醚等非极性溶剂中则以三角双锥分子存在。两个[Ph3PCl+]离子可以和一个Cl−离子通过Cl–Cl相互作用连接。

## 合成
三苯基二氯化膦通常通过氯气和三苯基膦的加成反应制备：
Ph3P + Cl2 → Ph3PCl2
两种反应物都使用它们的溶解，以保证正确的计量比。